# Luc Devos
Luc Devos (1960) is een Vlaams pianist. Zijn moeder is Deense.

## Opleiding
Devos gaf zijn eerste openbaar optreden gaf hij toen hij zeven was. Via de muziekschool van Leuven (bij Jean Brouwers) kwam hij in het Koninklijk Conservatorium van Brussel. Hij behaalde er in 1979 met grote onderscheiding een "Eerste Prijs" piano, bij André De Groote. Ter vervolmaking ging hij nog naar Parijs bij Vlado Perlemuter en naar London bij Peter Feuchtwanger.

## Prijzen en onderscheidingen
In het begin van zijn carrière won hij enkele muziekconcoursen: werd tenuto-laureaat, won de prijs Emmanuel Durlet, de prijs Stephan De Jonghe en in het Tromp-concours te Eindhoven (1979) kreeg hij de prijs voor de beste vertolking van een hedendaags werk.

In 1983 won hij de eerste prijs op het internationaal Frédéric Chopin-concours in Palma de Mallorca.

## Activiteiten
Luc Devos concerteerde als solist met orkesten als het Tonhalle Orchester Zürich, het Brabants Orkest, het Orchestre de la Suisse Romande, de Salzburger Solisten, het Concertgebouw Kamerorkest Amsterdam en alle grote Belgische orkesten. Hij trad op in talrijke festivals zoals het Festival van Vlaanderen, Festival de Wallonie, Festival van Montpellier, het Menuhinfestival in Gstaad).
Naast zijn optreden als solist, vertolkt hij ook vaak kamermuziek. Werkte samen met onder meer Yuzuko Horigome, Philip Hirschhorn, Arthur Grumiaux, de bariton José Van Dam, en in La petite bande met de barokvertolkers Sigiswald en Barthold Kuijken. In het Arthur Grumiaux Trio neemt hij de pianopartij voor zijn rekening.

Luc Devos is regelmatig te gast bij Europese radio- en televisiestations, voor optredens, maar ook voor commentaar bij Koningin Elisabethwedstrijd, of voor appreciatie van CD-opnames e.d.

Zelf bracht hij verscheidene CD's uit met solo-pianowerk, met viool en met zang.